# S-IVB
S-IVB — американская ракетная ступень. Применялась на ракете-носителе Сатурн IB как вторая и на ракете-носителе Сатурн-5 как третья ступень. На Сатурне IB использовалась для выведения полезной нагрузки на низкую околоземную орбиту. На Сатурне V во время лунных полетов запускалась дважды: первый раз для довыведения космического корабля Аполлон на опорную орбиту вокруг Земли, второй — для вывода Аполлона на траекторию к Луне. Производилась компанией «Дуглас» (с 1967 г. — компанией «Мак-Доннэл Дуглас»).

## История
S-IVB являлась развитием второй ступени S-IV ракеты-носителя Сатурн-1, которая была непропорционально меньше первой ступени Сатурна I и была заменена на большую ступень S-IVB на ракете-носителе Сатурн IB. Первоначально НАСА планировало для лунных полётов схему с ракетой-носителем Сатурн C-4, в которой командный и сервисный модули корабля Аполлон оставались бы на лунной орбите, а садился и взлетал с Луны лунный модуль. S-IVB предполагалось использовать на ней как третью ступень, поэтому индекс в ступенях S-IV и S-IVB именно 4, но инженеры посчитали, что полезная нагрузка Сатурн C-4 на траекторию к Луне, составляющая 30 тонн, недостаточна для осуществления лунной экспедиции, и выбрали для полета на Луну ракету-носитель Сатурн-5 с полезной нагрузкой на траекторию к Луне 47 тонн. У Сатурна V первая и вторая ступени увеличены по сравнению с Сатурном C-4, а третья ступень осталась той же, S-IVB.
S-IVB нёс 82 950 килограммов жидкого кислорода (72 700 литров) и 16 030 килограммов жидкого водорода (229 000 литров).
Неиспользованная ступень S-IVB была переоборудована в корпус космической станции Скайлэб.
Во время полёта Аполлон-12 предполагалось, что S-IVB будет выведена на гелиоцентрическую орбиту, но из-за нештатного пуска двигателей её орбита стала квазистабильной. "Потерявшаяся" ступень была обнаружена и зарегистрирована в качестве астероида J002E3 в 2002 году. Лишь позже дополнительные исследования показали наличие на поверхности "астероида" диоксида титана, использовавшегося NASA в составе краски, которой они покрывали ступени ракет, что и стало доказательством того факта, что J002E3 не имеет никакого отношения к каменным астероидам. 
Во время полетов Аполлон-13, -14, -15, -16, -17 S-IVB выводилась на траекторию столкновения с Луной и при столкновении ступени с Луной за счёт кинетической энергии её движения происходил взрыв, влияние которого на Луну регистрировалось сейсмической аппаратурой, оставленной предыдущими экипажами. Эти данные позволили изучить внутреннее строение Луны.
Вторые ступени проектируемых про программе Созвездие ракет носителей Арес-1 и Арес-5 обладают сопоставляемыми характеристиками, имеют модифицированный вариант двигателя J-2, J-2X и выполняют те же функции, что и S-IVB соответственно на Сатурн-1 и Сатурн-5.

## Построенные ступени
| Серия 200      | Серия 200                                                          | Серия 200                                                          | Серия 200                                          |
| Серийный номер | Использование                                                      | Дата запуска                                                       | Текущее местоположение                             |
| -------------- | ------------------------------------------------------------------ | ------------------------------------------------------------------ | -------------------------------------------------- |
| S-IVB-S        | Этап статических испытаний «Battleship»                            | Этап статических испытаний «Battleship»                            |                                                    |
| S-IVB-F        | Этап испытаний оборудования                                        | Этап испытаний оборудования                                        |                                                    |
| S-IVB-D        | Этап «динамических» испытаний, Marshall Space Flight Center в 1965 | Этап «динамических» испытаний, Marshall Space Flight Center в 1965 | U.S. Space & Rocket Center, Хантсвилл, Алабама.    |
| S-IVB-T        | Отменено в декабре 1964                                            | Отменено в декабре 1964                                            |                                                    |
| S-IVB-201      | AS-201                                                             | 26 февраля 1966                                                    |                                                    |
| S-IVB-202      | AS-202                                                             | 25 августа 1966                                                    |                                                    |
| S-IVB-203      | AS-203                                                             | 5 июля 1966                                                        |                                                    |
| S-IVB-204      | Аполлон-5                                                          | 22 января 1968                                                     |                                                    |
| S-IVB-205      | Аполлон-7                                                          | 11 октября 1968                                                    |                                                    |
| S-IVB-206      | Скайлэб-2                                                          | 25 мая 1973                                                        |                                                    |
| S-IVB-207      | Скайлэб-3                                                          | 28 июля 1973                                                       |                                                    |
| S-IVB-208      | Скайлэб-4                                                          | 16 ноября 1973                                                     |                                                    |
| S-IVB-209      | Skylab rescue vehicle                                              | Skylab rescue vehicle                                              | Космический центр Кеннеди                          |
| S-IVB-210      | программа «Союз» — «Аполлон»                                       | 15 июля 1975                                                       |                                                    |
| S-IVB-211      | Неиспользованная                                                   | Неиспользованная                                                   | U.S. Space & Rocket Center, Хантсвилл, Алабама.    |
| S-IVB-212      | Переделана в Космическую станцию Скайлэб                           | 14 мая, 1973                                                       |                                                    |
| Серия 500      |                                                                    |                                                                    |                                                    |
| Серийный номер | Использование                                                      | Дата запуска                                                       | Текущее местоположение                             |
| S-IVB-501      | Аполлон-4                                                          | 9 ноября 1967                                                      |                                                    |
| S-IVB-502      | Аполлон-6                                                          | 4 апреля 1968                                                      |                                                    |
| S-IVB-503      | Разрушилась в ходе испытаний                                       | Разрушилась в ходе испытаний                                       |                                                    |
| S-IVB-503N     | Аполлон-8                                                          | 21 декабря 1968                                                    | Солнечная орбита                                   |
| S-IVB-504      | Аполлон-9                                                          | 3 марта 1969                                                       | Солнечная орбита                                   |
| S-IVB-505      | Аполлон-10                                                         | 18 мая 1969                                                        | Солнечная орбита                                   |
| S-IVB-506      | Аполлон-11                                                         | 16 июля 1969                                                       | Солнечная орбита                                   |
| S-IVB-507      | Аполлон-12                                                         | 14 ноября 1969                                                     | Квазистабильная геоцентрическая орбита, см. J002E3 |
| S-IVB-508      | Аполлон-13                                                         | 11 апреля 1970                                                     | Лунная поверхность                                 |
| S-IVB-509      | Аполлон-14                                                         | 31 января 1971                                                     | Лунная поверхность                                 |
| S-IVB-510      | Аполлон-15                                                         | 26 июля 1971                                                       | Лунная поверхность                                 |
| S-IVB-511      | Аполлон-16                                                         | 16 апреля 1972                                                     | Лунная поверхность                                 |
| S-IVB-512      | Аполлон-17                                                         | 7 декабря 1972                                                     | Лунная поверхность                                 |
| S-IVB-513      | Аполлон-18 (отменён)                                               | N/A                                                                | Космический центр Джонсона                         |
| S-IVB-514      | Неиспользованная                                                   | Неиспользованная                                                   | Космический центр Кеннеди                          |
| S-IVB-515      | Переделан для использования, как резервный, для Скайлэба           | Переделан для использования, как резервный, для Скайлэба           | Национальный музей воздухоплавания и астронавтики  |